# جوزيف موروود ستانيفورث
جوزيف موروود ستانيفورث (بالإنجليزية: Joseph Morewood Staniforth)‏ (معروف أكثر ب جاي. إم. ستانيوفورث) (1863 - 21 ديسمبر 1921) كان رسام كارتون تحريري من ويلز، ويعرف أكثر بعمله بريد غربي، إكسبريس مسائي وجريدة الأحد الأسبوعية نيوز أوف ذه ورلد وقد وصف ستانيوفورث باسم '... المعلق البصري الأكثر أهمية في الشؤون الويلزية من أي وقت مضى للعمل في البلاد.'

## السيدة ويلز
أحد الإبداعات الأكثر شهرة لستانيوفورث هي السيدة ويلز (أو مام كومرو)، وهي امرأة في منتصف العمر ترتدي الزي الوطني الويلزي، جنباً إلى جنب مع قبعة ويلز، والتي قد تجسد ويلز بطريقة مشابهة لتلك التي استخدم فيها رسامو الكاريكاتير بريتانيا كي ترمز إلى بريطانيا أو الإمبراطورية البريطانية.

## معرض صور

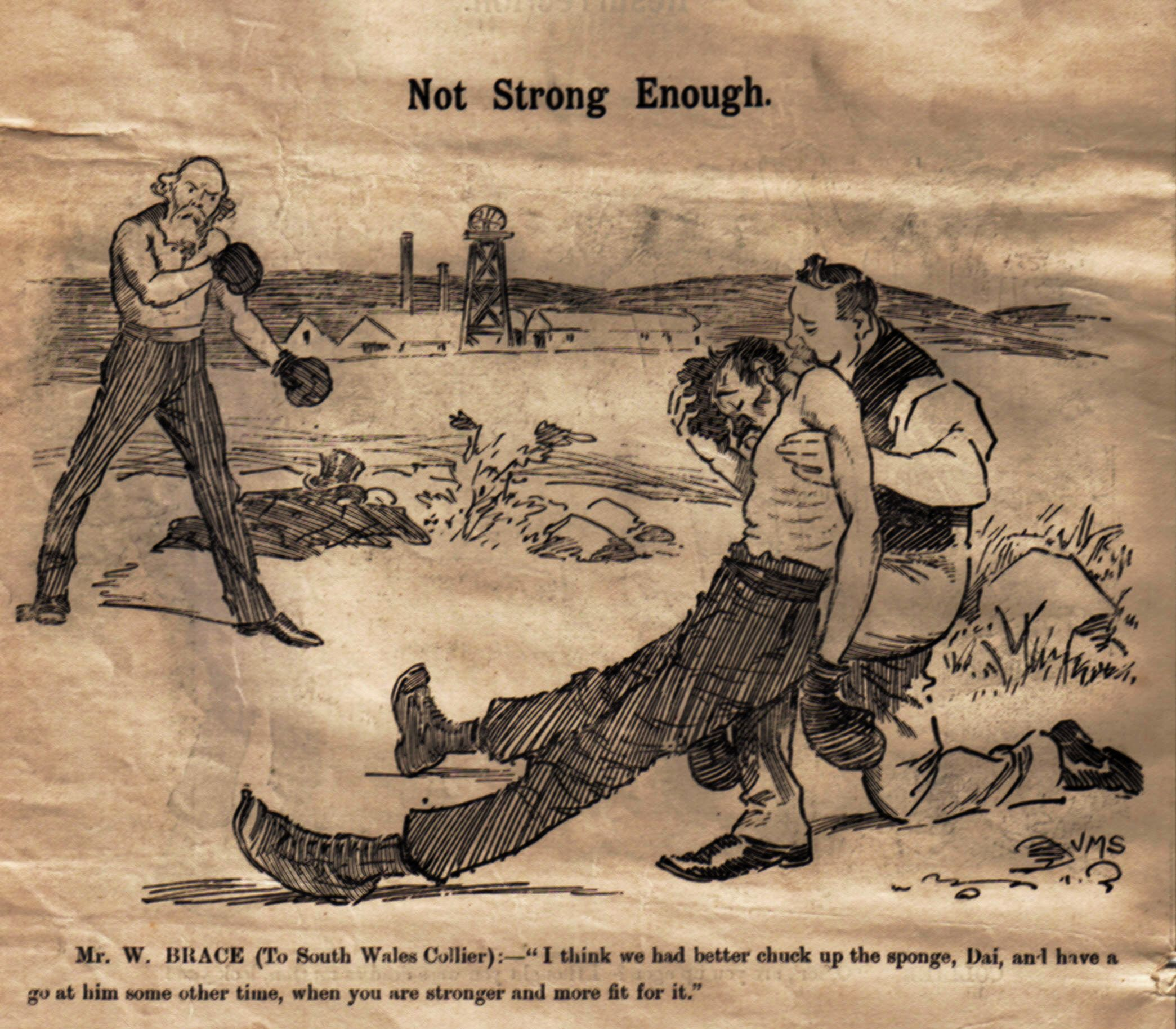
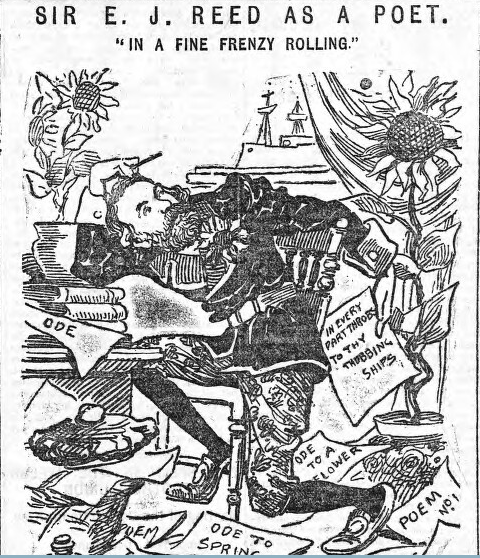
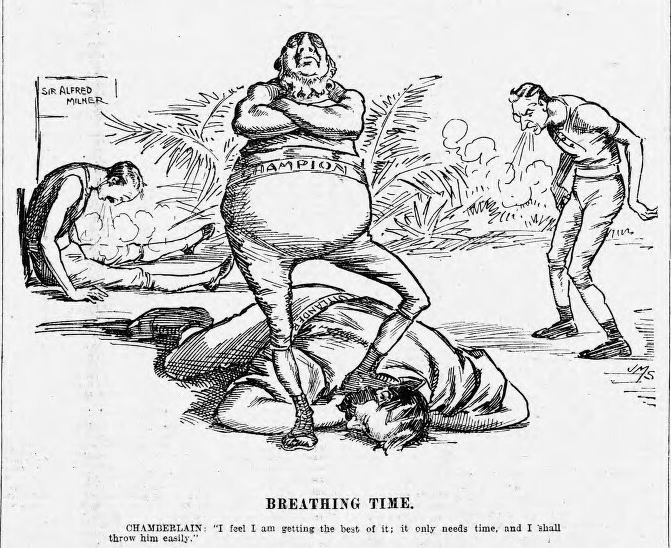